# المرأة الأمريكية في الحرب العالمية الأولى

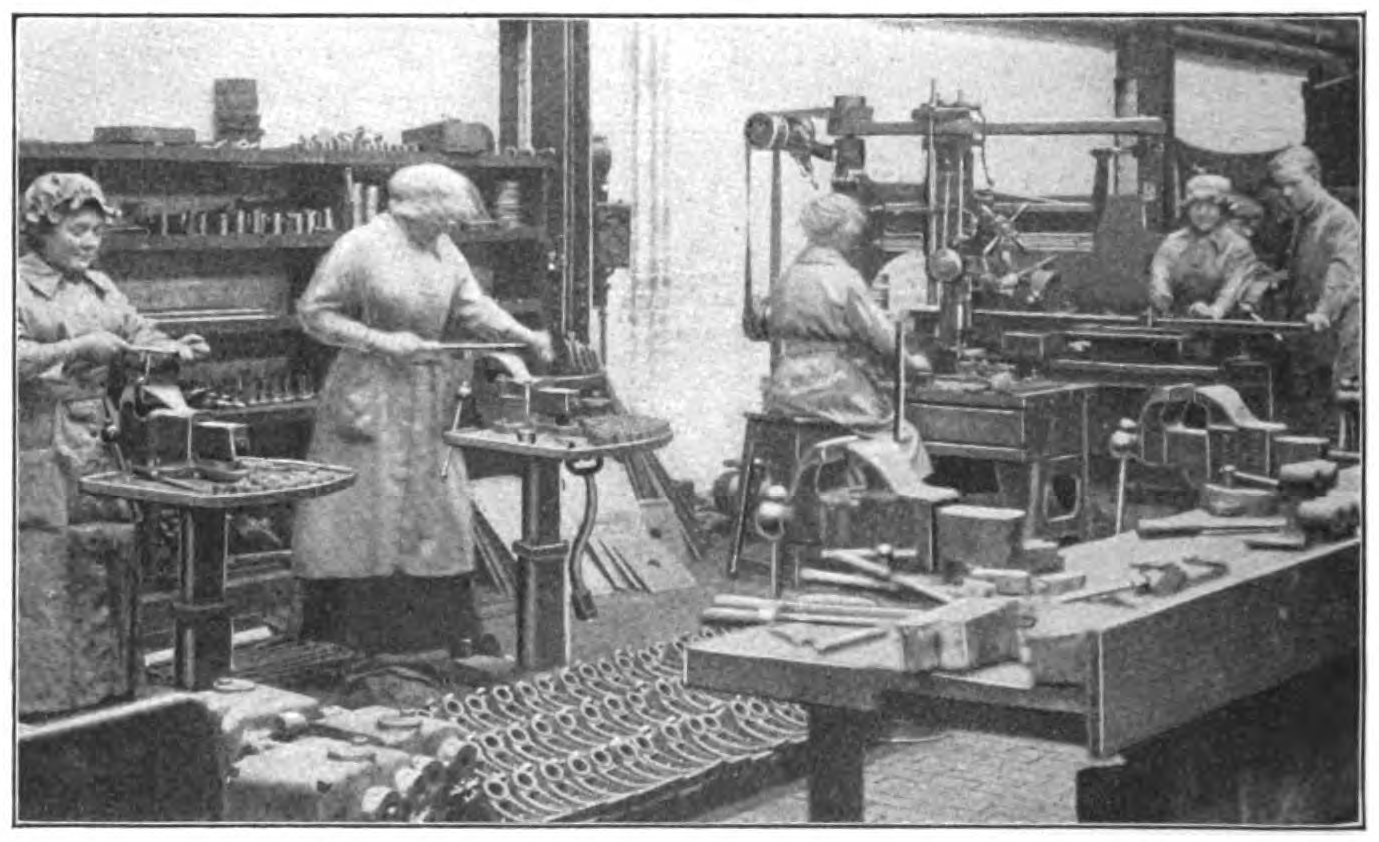
نساء يعملن في إحدى مصانع الآليات عام 1916 حيث تولت النساء مكان الرجال الذين ذهبوا للقتال في الحرب.

كانت الحرب العالمية الأولى هي أول حرب يُسمح فيها للنساء الأمريكيات بالتجنيد والتطوع في القوات المسلحة. وفي حين أن آلاف النساء قد التحقن بأفرع الجيش بصورة رسمية، وحصلن على صفة المحاربين القدامى واستحقاقاتهن بعد انتهاء الحرب، فإن معظم مشاركة الإناث كانت تتم من خلال منظمات تطوعية تدعم المجهود الحربي أو من خلال العمل كممرضات في الجيش. وبالإضافة إلى ذلك، كان للنساء تأثير غير مباشر على الحرب، بشغلهن الفراغ الذي حدث في القوى العاملة، إذ أصبحن يشغلن الوظائف التي تركها الجنود الذكور خلفهم.

## سلاح البحرية الاميركية وسلاح المشاة البحرية وخفر السواحل
خدمت نحو أكثر من 1,476 ممرضة تعمل في البحرية الأمريكية (في ذلك الوقت، كانت جميع أطقم التمريض في الجيش الأمريكي من النساء) في المستشفيات العسكرية خارج وداخل الولايات المتحدة. تُوفي أكثر من نحو 400 ممرضة في الجيش الأمريكي أثناء الخدمة، معظمهن بسبب وباء الإنفلوَنزا الإسبانية الذي اجتاح معسكرات الجيش والمستشفيات وموانئ المغادرة.
كان عدد النساء الأمريكيات الأوليات اللاتي التحقن بالقوات المسلحة النظامية نحو 13,000 امرأة، وقد التحقن بالخدمة في البحرية الأمريكية. شغلت هولاء النساء وظائف في الولايات المتحدة وحصلن على نفس المزايا والمسؤوليات التي حصل عليها الرجال، بما في ذلك الأجر المماثل (28.75 دولاراً أمريكيًا في الشهر)، وقد عوملن كمحاربات قدامى بعد الحرب.
جندت القوات البحرية للولايات المتحدة نحو 305 امرأة من جنديات الاحتياطيات البحريات (إف)، وذلك من أجل «تحرير الرجال للقتال»، عن طريق شغلهن وظائف؛ مثل وظائف الكتبة ومشغلي الهواتف في الجبهة الداخلية.
في سنة 1918، خلال الحرب، انتقلت الشقيقتان التوأم «جينيفيف بيكر» و«لوسيل بيكر» من قوات الدفاع البحرية الساحلية الاحتياطية، وصارتا أول امرأتين يرتدين الزي العسكري وتخدمان تبع قوات خفر السواحل الأمريكي. وقبل انتهاء الحرب، التحقت بهن عدة نساء، كلهن يخدمن في خفر السواحل، تبع القيادة العامة لخفر السواحل في واشنطن.
سُرحت هولاء النساء عندما توقف القتال، وباستثناء هيئة التمريض، أصبح الزي العسكري مرة آخرى حكرًا على الذكور. وفي عام 1942، عادت النساء مرة آخرى إلى المؤسسة العسكرية، وحدث ذلك في الغالب اتباعًا للنموذج البريطاني.

## الجيش الأمريكي
خلال الحرب، خدمت نحو 21,498 ممرضة تعمل في الجيش الأمريكي (في ذلك الوقت، كانت جميع أطقم التمريض في الجيش الأمريكي من النساء) في المستشفيات العسكرية داخل الولايات المتحدة وخارجها. كان العديد من هؤلاء النساء يتمركزن بالقرب من ساحات المعارك، وكن يعتنين بأكثر من مليون جندي مريض أو مصابين بجروح. تُوفي نحو 272 ممرضة تعمل في الجيش الأمريكي بسبب الأمراض (بشكل رئيسي السل، الإنفلونزا، وذات الرئة). خدمت نحو ثمانية عشر ممرضة أمريكية من أصول أفريقية تعمل لصالح الجيش الأمريكي؛ في رعاية أسرى الحرب من الألمان وفي رعاية الجنود الأمريكيين من أصل أفريقي. وقد نُقلن للعمل في معسكر غرانت (بولاية إلينوي)، وفي معسكر شيرمان (بولاية أوهايو)، وعشن في مساكن منفصلة.
كان «هالو جيرلز» الاسم الدارج لعاملات السويتش الأمريكيات في الحرب العالمية الأولى، والمعروف رسميًا باسم «وحدة مشغلات الهاتف النسائية التابعة لفيلق الإشارة.». خلال الحرب العالمية الأولى، أقسمت عاملات السويتش هؤلاء اليمين للالتحاق بفيلق إشارة الجيش. شُكل هذا الفيلق في عام 1917 بناء على دعوة من الجنرال «جون بيرشنغ» لتحسين حالة الاتصالات المتدهورة على الجبهة الغربية. كان يتعين على المتقدمات للالتحاق بـ «وحدة مشغلات الهاتف النسائية التابعة لفيلق الإشارة.» أن يكن متقنات التحدث باللغتين الإنجليزية والفرنسية، وذلك لضمان سماعهن الأوامر من أي شخص. تقدم أكثر من 7000 امرأة، ولكن لم يُقبل سوى 450 امرأة. وكثير من هؤلاء النساء كن في السابق عاملات سويتش أو موظفات في شركات الاتصالات. ورغم أنهن كن يرتدين زي الجيش، ويخضعن للوائح الجيش (وحازت كبيرة العاملات «جريس بانكر» على ميدالية الخدمة المتميزة)؛ فإنهن لم يحصلن على الإعفاء العسكري المشرف، بل اعتُبروا «مدنيين» يعملون في الجيش، لأن أنظمة الجيش كانت مخصصة ومحددة لجنس الذكور. لم يوافق الكونغرس إلا في عام 1978، في الذكرى السنوية الستين لنهاية الحرب العالمية الأولى، على منح صفة المحاربين القدامى، ومنح الإعفاء العسكري المشرف للنساء الباقيات اللاتي خدمن في «وحدة مشغلات الهاتف النسائية التابعة لفيلق الإشارة.»

## النساء والحركة المناهضة للحرب
في حين أُشيد بالنساء على وطنيتهن ودورهن الداعم في الحرب، شارك العديد منهن أيضًا في الاحتجاج ضد الحرب، وطالبن بوضع إطار متفق عليه دوليًا للتشجيع على العودة إلى حالة السلام. وقد قادت «أليس بول»، المدافعة الشهيرة عن حق المرأة في الاقتراع، الحزب الوطني للمرأة في العديد من الاحتجاجات في البيت الأبيض. ومن الحجج الشائعة التي استُخدمت؛ أنه ما كان ينبغي للولايات المتحدة أن تتدخل في الخارج، في حين أنها لا تزال لا توفر الحقوق والضمانات المتساوية لمواطنيها، بما في ذلك عدم سماحها للنساء بالتصويت. برز حزب السلام النسائي، بقيادة الرئيسة «جاين أدامز»، كصوتًا قويًا آخر يعارض الحرب. وبحلول عام 1915، كان عدد أعضاء المنظمة يفوق 40,000 عضو. وقد التقت «جاين أدامز» بالرئيس «ودرو ويلسون» ست مرات لمناقشة حالة الحرب.

## النساء البارزات في الحرب العالمية الأولى
- 1908: «لينا إتش. ساتكليف هيغبي»: كانت ممرضة في الجيش الأمريكي، وهي من أصول كندية، وهي أول امرأة سُمِّيت باسمها سفينة تابعة للبحرية الأمريكية. كانت «لينا» واحدة من أول عشرين امرأة التحقن بسلاح التمريض في البحرية عام 1908. ترقت عبر الرتب وشغلت منصب المشرف الثاني لفيلق الممرضات التابع للبحرية الأمريكية أثناء الحرب العالمية الأولى. وكانت واحدة من بين أربع نساء حصلن على وسام «صليب البحرية»، والوحيدة التي كانت لاتزال على قيد الحياة من بين النساء الأربع وقت حصولهن على الوسام. بعد وفاتها في عام 1941، دشنت البحرية الأمريكية عمل سفينة «يو إس إس هيغبي» التي تحمل اسمها، وذلك في عام 1945.
- 1917: أصبحت «لوريتا بيرفكتوس والش» أول امرأة تعمل في الخدمة العملية للبحرية الأمريكية، وأول امرأة تخدم في القوات المسلحة الأمريكية في غير مجال التمريض، وذلك عندما التحقت كضابط احتياط في البحرية الأمريكية في 17 مارس 1917. في وقت لاحق، أصبحت «والش» أول امرأة ضابطة صف في البحرية الأمريكية، عندما حلفت اليمين كرئيسة لضباط البحرية في 21 مارس 1917.
- 1917: كانت «جوليا هانت كاتلين بارك ديبيو تاوفيليب» أول امرأة أمريكية تحصل على «وسام الشرف ووسام الصليب الأحمر الفرنسي»، وذلك لأنها حولت قصرها إلى مستشفى قرب الخطوط الأمامية للمعركة في فرنسا. احتوت المستشفى على 300 سرير، وكان موقعها ممتازًا لمساعدة الجنود الجرحى. وقد ألهمت الكثير من الأمريكيات الآخريات للانضمام إلى دعم الجهود الحربية من خلال فتح مستشفياتهم الخاصة.
- 1917: في سنة 1917، صارت الممرضتان «إديث آيرس» و«هيلين وود» (لم تكونا حاصلات على رتبة خلال الحرب العالمية الأولى) أول امرأتين في الجيش الأمريكي تُقتلان اثناء تأدية واجبهما. تُوفيتا في 20 مايو 1917، في أثناء اتجاههم لمستشفى قاعدة رقم 12، في طريقهما إلى فرنسا على متن حاملة الطائرات الأمريكية «يو إس إس» مونغوليا. يرجع سبب وفاتهما إلى إطلاق طاقم السفينة النار على المدافع أثناء تدريب عملي، فانفجر إحدى المدافع، وأنطلقت شظايا قذيفة على سطح السفينة، فقتلت الممرضة «إديث آيرس» وصديقتها الممرضة «هيلين وود».[17]
- 1918: عملت «جين أرميندا ديلانو» ممرضة في الجيش خلال الحرب الإسبانية الأمريكية، وواصلت عملها مع الصليب الأحمر بعد ذلك. وخلال الحرب العالمية الأولى، بقيت «جاين» في الجبهة الداخلية، ونظمت الممرضات ليذهبن إلى الخارج، من أجل العمل مع الجنود الجرحى. كانت مسؤولة عن أكثر من 20,000 ممرضة، وقد قمن جميعًا بأدوار حيوية في الحرب في الخارج. في سنة 1918، ذهبت «جاين» إلى أوروبا لحضور مؤتمر للتمريض ولمتابعة عملها. لكنها مرضت هناك وتوفيت سنة 1919. وبسبب مرضها، لم يكن بمقدورها العمل بالقدر الذي تشاء، وكانت آخر كلماتها «لا بد لي من العودة إلى عملي». منحها وزير الجيش الأمريكي ميدالية الخدمة المتميزة.
- 30 مايو 1918: كانت «فرانسيس غوليك» عاملة رعاية اجتماعية تابعة لجمعية الشبان المسيحيين في الولايات المتحدة، حازت جائزة تقديرية من جيش الولايات المتحدة على شجاعتها وبسالتها في الميدان أثناء القصف الجوي في فارمايز، واز، فرنسا.[18]
- 13 أغسطس 1918: أصبحت «أوفا ماي جونسون» أول امرأة تلتحق بقوات مشاة بحرية الولايات المتحدة كجزء من قوات الاحتياط النسائية لسلاح البحرية الأمريكية.
- 1918: الشقيقتان التوأم «جينيفيف بيكر» و«لوسيل بيكر» من قوات الدفاع البحرية الساحلية الاحتياطية، أصبحتا أول امرأتين ترتديان الزي العسكري وتخدمان تبع قوات خفر السواحل الأمريكي.[19][20]
- 2007: تشارلوت وينترز: هي آخر من مات من النساء الأمريكيات من المحاربات القدامى في الحرب العالمية الأولى، وهي ضابطة بحرية سابقة (إف).[21]
- خلال فترة عملها في فرنسا، ألفت «ميلدريد ألدريش» ثلاثة كتب، «قمة تل على نهر مارن (1915)»، و«على حافة منطقة الحرب (1917)»، و«عندما سار جوني إلى البيت (1919)». اعتقد الفرنسيون أن هذه الكتب ساعدت في إقناع الحكومة الأمريكية لإعلان الحرب على ألمانيا، وقد حصلت «ميلدريد ألدريش» على وسام الشرف من الحكومة الفرنسية لهذا الغرض.[22]